# Prunus ceylanica
Prunus ceylanica — вид рослин родини розоцвітих. Це резидентний вид Шрі-Ланки та Індії.